# Prittlbach

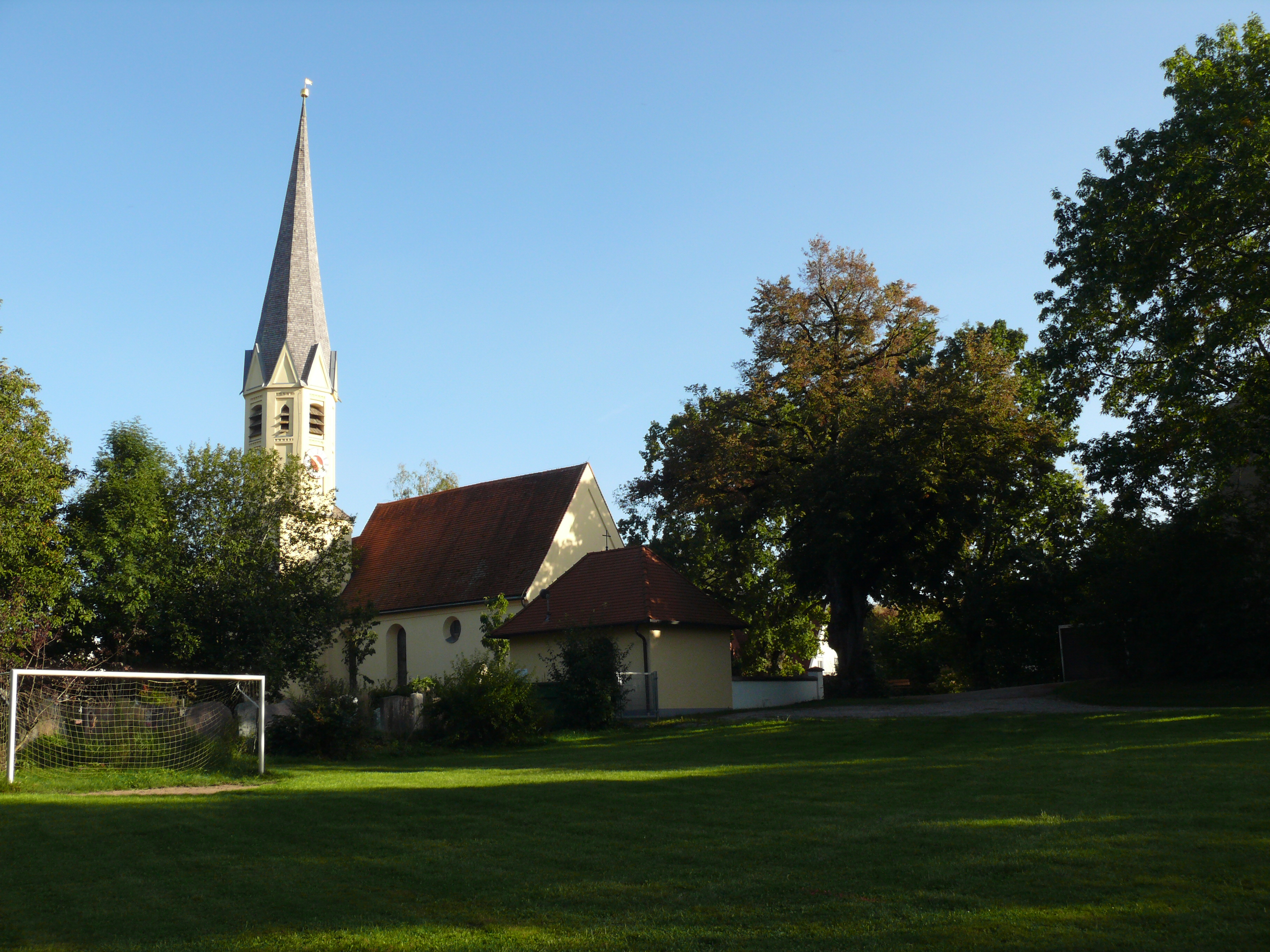
Kirche und Linde in Prittlbach

Prittlbach ist ein Gemeindeteil von Hebertshausen, einer Gemeinde im oberbayerischen Landkreis Dachau. 

## Geschichte
In der ersten urkundlichen Nennung von Prittlbach in den Jahren zwischen 804 und 807 schenkte der Kleriker Peradeo seinen ganzen Besitz in Prittlbach der Freisinger Domkirche. 
Von einer Kirche in Prittlbach ist erst in der Konradinischen Matrikel von 1315 die Rede. Sie wird darin als Filialkirche "Pritelbach" der Pfarrei Dachau erwähnt. Das ist sie heute noch. Das heutige St. Kastulus und Allerseelen geweihte Kirchengebäude wurde in gotischer Zeit um 1500 erbaut und dann im Jahr 1775 unter Belassung des gotischen Chors und des Turms barock umgestaltet.
Der Oberprittlbacher Hof war im Mittelalter ein freieigener Sedelhof.
Im Zuge der Verwaltungsreformen in Bayern des Grafen Maximilian von Montgelas entstand mit dem Gemeindeedikt von 1818 die Gemeinde Prittlbach. Der zur Gemeinde Prittlbach gehörende Teil des KZ Dachau wurde am 22. März 1939 zwangsweise nach Dachau umgemeindet. Die Eingemeindung nach Hebertshausen im Rahmen der Gebietsreform in Bayern erfolgte zum 1. Mai 1978.